# Bernard Teyssié
Bernard Teyssié, né le 18 septembre 1948, est un juriste et universitaire français, spécialiste du droit civil et du droit social. 

## Biographie
Bernard Teyssié obtient son titre de docteur en 1974, avec une thèse intitulée Les groupes de contrats, rédigée sous la direction de Jean-Marc Mousseron à l'Université de Montpellier. Dans cette thèse, il met en évidence le concept de groupe de contrats. En 1975, il est reçu premier au concours d'agrégation de droit privé et sciences criminelles, alors que le jury est présidé par Jean Carbonnier.
Professeur à l'université de Montpellier, puis à l'université Panthéon-Assas (Paris II), il est président de l’université Panthéon-Assas, Paris II de 1997 à 2002. En 2009, il est président du jury du premier concours d’agrégation de droit privé et de sciences criminelles. De 2008 à 2010, il assure également la présidence du Conseil National du Droit.
Il développe la recherche sur le droit du travail. Jusqu'en 2016, Bernard Teyssié est responsable du Master Droit et Pratique des Relations de Travail et assure la direction du Laboratoire de droit social de l'université Panthéon-Assas (Paris II),. Par ailleurs, entre 2004 et 2013, il a dirigé L’École doctorale de droit privé de la même université.
Il est fondateur et directeur scientifique de l'édition « Social » de La Semaine juridique (JCP S),, ainsi que du Jurisclasseur Travail, et a fondé le Cercle de droit social de l'entreprise.

## Distinctions
Bernard Teyssié est nommé chevalier de la Légion d'honneur en mars 2005, puis est élevé au grade d'officier en novembre 2013. Il reçoit en 2007 un doctorat honoris causa de l'université de Genève.

## Publications

### Ouvrages
- Les groupes de contrats, LGDJ, 1975.
- L'absence, Litec, 1980.
- Droit du travail, LexisNexis, 1980 ; 2° éd. (T.I.), 1992 ; (T.2), 1993 ; 11e éd. (T. 2), 2018.
- Droit européen du travail, 7e éd., LexisNexis, 2013.
- Les personnes, LexisNexis, 19e éd., 2018.
- Les conflits collectifs du travail, grève et lock-out, Litec, 1981.
- La grève, Dalloz, 1994.
- Les accords portant création anticipée d’instances européennes de concertation, Litec, 1995.
- Le licenciement, Economica, 1997.
- Le comité d’entreprise européen, Economica, 1997.
- Droit et pratique du comité d’entreprise européen, LexisNexis, 2012.
- Les experts des instances de représentation du personnel, LexisNexis, 2017
- Code de la sécurité sociale annoté, 36° éd., Dalloz, 2010 (en coll.).
- Code de droit social européen, Litec, 6e éd., 2005.
- Code du travail annoté, LexisNexis, éd. annuelle depuis 1985; 35e éd., 2019.

### Directions d'ouvrages
- Les sources du droit du travail, PUF, 1998.
- Les groupes de sociétés et le droit du travail, éd. Panthéon-Assas, 1999.
- La personne en droit du travail, LGDJ, 1999.
- Les normes sociales européennes, éd. Panthéon-Assas, 2000.
- Le nouveau droit de la négociation collective, éd. Panthéon-Assas, 2004.
- La négociation du contrat de travail, Dalloz, 2004.
- Les principes dans la jurisprudence de la Chambre sociale de la Cour de cassation, Dalloz, 2008.
- Les notions fondamentales du droit du travail, éd. Panthéon-Assas, 2009.
- Standards, principes et méthodes en droit du travail, éd. Economica, 2010.
- L’articulation des normes en droit du travail, éd. Economica, 2011.
- La sanction en droit du travail, éd. Panthéon-Assas, 2012.
- La communication numérique, un droit des droits, éd. Panthéon-Assas, 2013
- La norme transnationale et les relations de travail, éd. Panthéon-Assas, 2014
- La norme pénale et les relations de travail, éd. Panthéon-Assas, 2015
- Notions et normes en droit du travail, éd. Panthéon-Assas, 2016